# Gepa von Itter
Gepa von Itter (* um 1078 in Detmold; † um 1135) war eine deutsche Adelige und Stifterin des Augustiner-Chorfrauenstifts Aroldessen.

## Familie
Gepa, der Name ist eine Kurzform von Gerberga („die mit ihrem Speer Schutz verschafft“), wurde vermutlich als viertes von fünf Kindern und einzige Tochter des Grafen Konrad II. von Werl-Arnsberg (* um 1040; † 1092) und dessen Frau Mechthild/Mathilde (* um 1050; † um 1092), einer Tochter des Grafen Otto von Northeim, in Detmold geboren. Wenn diese Vermutung zutrifft, waren ihre Brüder Hermann von Werl-Arnsberg (* um 1070; † 19. Juli 1092), Friedrich I. „der Streitbare“ von Werl-Arnsberg (* um 1071; † Februar 1124), Liupold von Werl (* um 1076; † um 1102) und Heinrich I. von Werl-Rietberg (* um 1079; † um 1116).
Gepa war verheiratet mit Gumbert von Itter (1065–1127). Als dessen Witwe bekam sie die Burg Itter nach 1127 als Witwensitz und nannte sich danach Gepa von Itter.
Gepa von Itter hatte vier Töchter. Wiltrud († 1132, während einer Reise nach Rom) wurde Nonne im Kloster Kaufungen, Lutrud (* vor 1128; † ~ 1149) heiratete Widekind I. von Schwalenberg, den Stammvater der Grafen von Waldeck. Wahrscheinlich Mechthild (* ~ 1095; † 1155), vielleicht aber auch Bertha, heiratete den Grafen Konrad I. von Everstein, Inhaber der Gaugrafschaft Medebach und Vizevogt des Klosters Helmarshausen; beider Sohn Gerlach (1144 Vogt von Medebach, 1167 von Itter, Vizevogt von Helmarshausen), der unter anderem Burg und Herrschaft Itter erbte, wurde Ahnherr des zweiten Hauses Itter, das im Mannesstamm mit Erasmus von Itter 1443 ausstarb.

## Kloster Aroldessen
1131 gründete Gepa mit drei ihrer Töchter, Lutrud, Mechthild und Bertha, das Kloster Aroldessen, ein Augustiner-Chorfrauen-Stift. Bischof Bernhard I. von Paderborn bestätigte das Stift noch im gleichen Jahr. Gepas Enkel, Graf Volkwin II. von Schwalenberg, Sohn ihrer Tochter Lutrud und des Grafen Widekind I. von Schwalenberg und als Volkwin I. Begründer des gräflichen Hauses Waldeck, übernahm die Vogtei über das Kloster. Im Dezember 1182 nahm Papst Lucius III. das Stift in seinen Schutz und bestätigte ihm dessen Besitzungen.
Im Zuge der Reformation wurde das Kloster 1526 von den Grafen von Waldeck säkularisiert; es ging in ihren Besitz über und wurde später zum Residenzschloss Arolsen umgebaut.